# 理合务镇
理合务镇，是中华人民共和国山東省德州市临邑县下辖的一个乡镇级行政单位。

## 行政区划
理合务镇下辖以下地区：
谢家联村、理合社区村、夏家社区村、王寨社区村、林寨社区村、田庵社区村、大蔺家社区村、唐家社区村、鲁庙社区村、沙于社区村、焦楼社区村和张庙社区村。